# Drassodella guttata
Espèce
Drassodella guttata est une espèce d'araignées aranéomorphes de la famille des Gallieniellidae.

## Distribution
Cette espèce est endémique de l'État-Libre en Afrique du Sud,. Elle se rencontre vers Harrismith.

## Description
La femelle holotype mesure 6,32 mm et le mâle paratype 4,32 mm, les mâles mesurent de 4,28 à 4,48 mm et les femelles de 5,94 à 6,36 mm.

## Publication originale
- Mbo & Haddad, 2019 : A revision of the endemic South African long-jawed ground spider genus Drassodella Hewitt, 1916 (Araneae: Gallieniellidae). Zootaxa, no 4582(1), p. 1-62.